# Apseudes meridionalis
Apseudes meridionalis är en kräftdjursart som beskrevs av Richardson 1912. Apseudes meridionalis ingår i släktet Apseudes och familjen Apseudidae. Inga underarter finns listade i Catalogue of Life.